# Trite parvula
Trite parvula là một loài nhện trong họ Salticidae.
Loài này thuộc chi Trite. Trite parvula được Elizabeth Bangs Bryant miêu tả năm 1935.